# Plumarella flabellata
Plumarella flabellata is een zachte koraalsoort uit de familie Primnoidae. De koraalsoort komt uit het geslacht Plumarella. Plumarella flabellata werd in 1906 voor het eerst wetenschappelijk beschreven door Versluys. 